# Onthophagus mutatus
Onthophagus mutatus är en skalbaggsart som beskrevs av Edgar von Harold 1859. Onthophagus mutatus ingår i släktet Onthophagus och familjen bladhorningar. Inga underarter finns listade i Catalogue of Life.